# Szczutowo (przystanek kolejowy)
Szczutowo – zlikwidowany przystanek kolejowy w Szczutowie, w województwie mazowieckim w powiecie sierpeckim, w gminie Szczutowo. Na przystanku nie zatrzymują się obecnie pociągi pasażerskie. Istniejący dawniej budynek stacyjny został rozebrany.